# Вехин, Григорий Иванович
Григо́рий Ива́нович Вехин (5 января 1901 года, д. Ерово, ныне Вытегорский район, Вологодская область — 30 декабря 1989 года, Херсон) — советский военачальник, генерал-майор (27.01.1943), Герой Советского Союза (29.05.1945).

## Молодость
Григорий Иванович Вехин родился 5 января 1901 года в деревне Ерово ныне Вытегорского района Вологодской области в семье рабочего. Окончил 5 классов сельской школы в деревне Кондушский Погост. Работать начать пришлось рано — уже с 14 лет работал на речных буксирных пароходах Мариинской водной системы: юнга, матрос, рулевой, младший помощник капитана. После развала речного транспорта в итоге начавшейся Гражданской войны и разрухи в апреле 1919 года стал работать на лесосплаве на реке Мегра.

## Начало военной службы

### Гражданская война
В Красную Армию призван в сентябре 1919 года. Участвовал в Гражданской войне. Зачислен красноармейцем в отдельный лыжный батальон 7-й армии, в ноябре переведён командиром взвода в отдельную лыжную команду, с марта 1920 — командир взвода отдельного экспедиционного отряда, с мая — младший командир в летучем отряде по борьбе с бандитизмом и дезертирством при штабе 7-й армии. В ноябре 1920 года переведён в 6-ю армию, где служил командиром взвода конной разведки в 384-м и в 380-м стрелковом полках. Воевал против войск Н. Н. Юденича (в том числе при обороне Петрограда), затем на Севере против англо-американских интервентов и против финских войск в Карелии. Был ранен в 1919 году.

### Межвоенный период
С июля 1921 года учился на 74-х Псковских пехотных командных курсах. Во время учёбы с июля по август 1921 года в составе отряда курсантов участвовал в боях по ликвидации вторгшегося из Эстонии в РСФСР белогвардейского отряда на Псковщине. В 1922 году окончил курсы, служил командиром взвода 28-го стрелкового полка 10-й стрелковой дивизии (Петроградский военный округ). В ноябре 1924 года направлен на учёбу, и в 1925 году окончил повторные курсы среднего комсостава при Объединённой интернациональной военной школе в Ленинграде. Вернулся в тот же полк, где был командиром взвода полковой школы, врид командира батальона, командиром стрелковой и пулемётной рот, начальником штаба батальона. В мае-декабре 1932 года — начальник разведывательной части штаба 10-й стрелковой дивизии. Член ВКП(б) с 1926 года.
В 1933 году окончил разведывательные курсы усовершенствования комсостава при 4-м управлении Штаба РККА. После их окончания вернулся в штаб той же дивизии, был командиром отдельного разведывательного батальона в дивизии, начальником разведывательной части штаба дивизии, с ноября 1937 по май 1938 — временно исполняющим должность начальника оперативной части штаба дивизии, затем опять начальник разведчасти. В 1936 году окончил два курса Военной академии РККА имени М. В. Фрунзе (заочно). С июня 1938 года — начальник штаба 90-й стрелковой дивизии Ленинградского военного округа. В этой должности прошёл всю советско-финскую войну, дивизия сражалась в ней с первого до последнего дня в составе 19-го стрелкового корпуса 7-й армии, внесла большой вклад в прорыв «Линии Маннергейма» на Карельском перешейке. За отличия на этой войне награждён своим первым орденом — Красного Знамени.
В июне 1940 года с дивизией участвовал в вводе советских войск в Эстонию. Затем её передали в состав Прибалтийского Особого военного округа и разместили на территории Эстонской ССР, штаб дивизии располагался в городе Вильянди. Затем дивизию передали в 8-ю армию и перебросили ближе к границе, в район Шауляя.

## Великая Отечественная война
Начало Великой Отечественной войны застало полковника Вехина в Вильянди, на пути в отпуск. По приказу командующего Северо-Западного фронта он был оставлен там и получил приказ формировать новые части из поступающего по мобилизации пополнения, а также эвакуировать семьи военнослужащих из города. После выполнения приказа вывел сформированные части в Псков и принял участие в боях за город. Затем в ходе Прибалтийской стратегической оборонительной операции отходил с боями на Лужский оборонительный рубеж и там держал оборону в ходе Ленинградской оборонительной операции. Всё это время числился начальником штаба 90 сд, но в неё так и не вернулся. С августа 1941 года временно исполняющий должность командира 70-й стрелковой дивизии Слуцко-Колпинской оперативной группы Ленинградского фронта, участвовал в боях за г. Пушкин.
С 14 октября по 18 декабря 1941 года командовал 177-й стрелковой дивизией. В составе Невской оперативной группы дивизия участвовала в битве за Ленинград, дралась на «Невском пятачке», понесла большие потери и в конце ноября выведена в резерв. В декабре полковник Вехин направлен в Уральский военный округ для формирования новых частей.
С 4 января 1942 года Вехин командовал 152-й стрелковой дивизии. В апреле 1942 года дивизия прибыла в 14-ю армию Карельского фронта. В это время произошла трагедия, когда во время Мурманской наступательной операции в начале мая 1942 при совершении 80-километрового марша на передовую дивизия попала в трехдневную снежную бурю в тундре без всяких укрытий, а передовые части потеряли ориентировку и вышли прямо под огонь немецкой артиллерии. Дивизия понесла большие потери и потеряла боеспособность (замёрзли насмерть 484 человека, 1683 обморозились с последующей госпитализацией, 196 погибли от немецкого артогня, 28 пропали без вести и 527 получили ранения). Длительное время дивизия была в резерве, с ноября 1942 по январь 1943 занимала оборону у Мотовского залива. 27 января 1943 года полковнику Григорию Ивановичу Вехину присвоено воинское звание «генерал-майор». В феврале 1943 года дивизию спешно перебросили на Юго-Западный фронт и передали в 6-ю армию. Там дивизия отражала немецкое наступление в ходе Харьковской оборонительной операции на реке Северский Донец.
С 17 мая по 26 июля 1943 года командовал 88-й гвардейской стрелковой дивизией 8-й гвардейской армии Юго-Западного фронта. Во время Изюм-Барвенковской наступательной операции дивизия не смогла прорвать немецкую многоэшелонированную оборону, после чего командарм В. И. Чуйков снял командира дивизии с должности.
С 4 (по другим данным, с 6-го) сентября 1943 года и до Победы — командир 350-й стрелковой дивизии в составе последовательно 12-й, 1-й гвардейской, 47-й, 6-й танковой, 13-й армий Юго-Западного и 1-го Украинского фронтов. Во главе этой дивизии успешно действовал в Донбасской наступательной операции (дивизия освободила Павлоград и одной из первых во фронте вышла к Днепру), в Житомирско-Бердичевской операции (за освобождение Житомира получила почётное наименование «Житомирская»), в Корсунь-Шевченковской и Проскуровско-Черновицкой (за освобождение города Кременец дивизию наградили орденом Богдана Хмельницкого 2-й степени) наступательных операциях.
Особенно отличился в Львовско-Сандомирской наступательной операции в июле-августе 1944 года. Дивизия генерал-майора Вехина, прорвав 15 июля 1944 года оборону противника на рава-русском направлении, форсировала реки Западный Буг и Сан, а 29 июля 1944 года успешно действовала при форсировании Вислы и боях во время захвата Сандомирского плацдарма. За период этой операции дивизия уничтожила около 3000 солдат и офицеров врага, 19 танков, 17 бронетранспортёров, 18 орудий, 17 автомашин. Захвачены 321 пленный, 23 орудия, 5 миномётов и много другой военной техники и вооружения. Были освобождены 487 населённых пунктов и 15 станций.
За эту операцию Г. И. Вехин в августе 1944 года был представлен к званию Героя Советского Союза, но заслуженную награду ему присвоили только через год. Дивизия была награждена орденом Красного Знамени.
Указом Президиума Верховного Совета СССР от 29 мая 1945 года за умелое командование дивизией, образцовое выполнение боевых заданий командования на фронте борьбы с немецко-фашистским захватчиками и проявленные при этом решительность, мужество и героизм генерал-майору Григорию Ивановичу Вехину присвоено звание Героя Советского Союза с вручением ордена Ленина и медали «Золотая Звезда» (№ 4832).
Генерал Вехин продолжил командовать дивизией, вновь отличившись в Висло-Одерской, Нижне-Силезской, Берлинской и Пражской наступательных операциях.
За время войны Г. И. Вехин был 5 раз персонально упомянут в благодарственных в приказах Верховного Главнокомандующего.

## Послевоенная биография
После войны генерал Вехин командовал этой же дивизией в Львовском военном округе. С мая 1946 по март 1947 года командовал 280-й стрелковой дивизией. В 1948 году окончил Высшие академические курсы при Высшей военной академии имени К. Е. Ворошилова. Но нового назначения не получил, находился в распоряжении Главного управления кадров Министерства Вооружённых Сил СССР. В сентябре 1948 года генерал-майор Г. И. Вехин уволен в отставку по болезни.
Жил в Херсоне, где и умер 30 декабря 1989 года.

## Награды
- Герой Советского Союза (29.05.1945);
- Три ордена Ленина (23.09.1944, 21.02.1945, 29.05.1945);
- Четыре ордена Красного Знамени (15.01.1940, 3.01.1944, 24.07.1944, 3.11.1944);
- Орден Суворова 2-й степени (6.04.1945);
- Два ордена Отечественной войны 1-й степени (28.05.1943, 11.03.1985);
- Ряд медалей СССР;
- Чехословацкий Военный крест (1939) (Чехословакия).

Приказы (благодарности) Верховного Главнокомандующего в которых отмечен Г. И. Вехин.
- За овладение областным центром Украины городом и железнодорожным узлом Житомир. 1 января 1944 года. № 53.
- За овладение штурмом городом Сандомир — важным опорным пунктом обороны немцев на левом берегу Вислы. 18 августа 1944 года. № 167.
- За овладение городами Лигниц, Штейнау, Любен, Гайнау, Ноймаркт и Кант — важными узлами коммуникаций и мощными опорными пунктами обороны немцев на западном берегу Одера. 11 февраля 1945 года. № 273.
- За овладение городами немецкой Силезии Нейштедтель, Нейзальц, Фрейштадт, Шпроттау, Гольдберг, Яуэр, Штригау — крупными узлами коммуникаций и сильными опорными пунктами обороны немцев. 14 февраля 1945 года. № 278.
- За полное овладение столицей Германии городом Берлин — центром немецкого империализма и очагом немецкой агрессии. 2 мая 1945 года. № 359.

## Память
- В Вологде имя Григория Ивановича Вехина высечено на стеле Героев.
- Именем Г. Вехина названа улица в городе Вытегра.
- Его имя носила пионерская дружина Девятинской школы.